# Nigrobaetis digitatus
Nigrobaetis digitatus is een haft uit de familie Baetidae. De wetenschappelijke naam van de soort is voor het eerst geldig gepubliceerd in 1912 door Bengtsson.
De soort komt voor in het Palearctisch gebied.